# Lista de prefeitos de Santa Bárbara d'Oeste

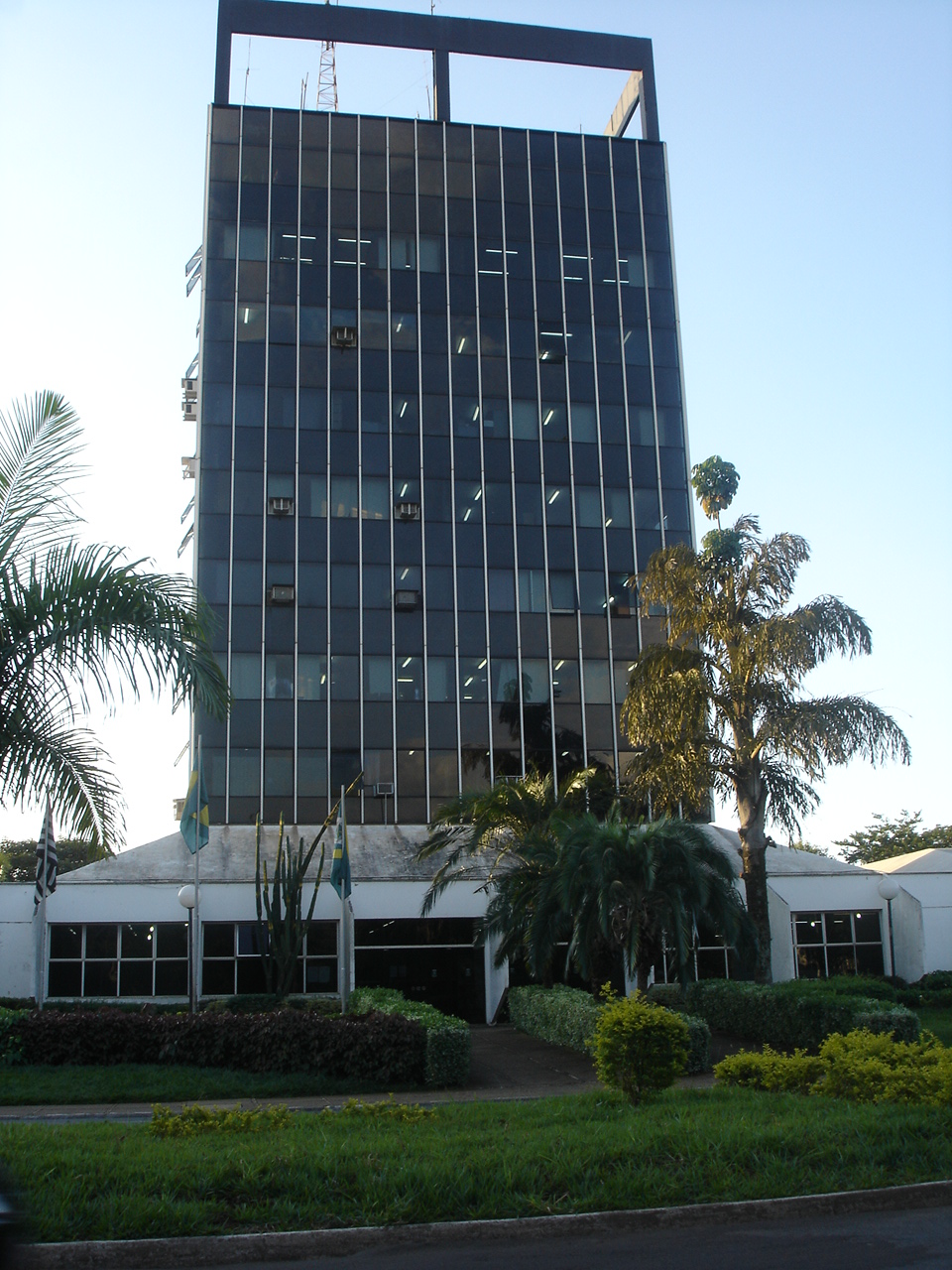
Sede atual da Prefeitura de Santa Bárbara d'Oeste.

Esta é a lista de prefeitos e vice-prefeitos do município de Santa Bárbara d'Oeste, estado brasileiro de São Paulo.
De acordo com a Constituição de 1988, Santa Bárbara d'Oeste está localizada em uma República Federativa Ppresidencialista. Foi inspirada no modelo estadunidense, no entanto, o sistema legal brasileiro segue a tradição romano-germânica do Direito positivo. A administração municipal se dá pelo Poder Executivo e pelo Poder Legislativo.
Antes de 1930 os municípios eram dirigidos pelos presidentes das câmaras municipais, também chamados de agentes executivos ou intendentes. Somente após a Revolução de 1930 é que foram separados os poderes municipais em executivo e legislativo. O primeiro intendente que Santa Bárbara d'Oeste teve foi Francisco de Paula Martins, que ficou no cargo entre 1889 e 1890. 
O atual prefeito é Rafael Piovezan, do Partido Verde (PV). Ele foi eleito nas eleições municipais de 2020 com o apoio de 39.519 votos, o que equivale a 43,15% do total de votos válidos. Antes disso, nas eleições municipais de 2016, Denis Andia tornou-se o primeiro e único prefeito da história de Santa Bárbara d'Oeste a ser reeleito, quando conseguiu o apoio de 54,65% do eleitorado, ou 52.322 votos.
O Poder legislativo é constituído pela câmara, composta por 19 vereadores eleitos para mandatos de quatro anos (em observância ao disposto no artigo 29 da Constituição). Cabe à casa elaborar votar leis fundamentais à administração e ao Executivo, especialmente o orçamento participativo (Lei de Diretrizes Orçamentárias).
O município de Santa Bárbara d'Oeste é regido por lei orgânica. A cidade é ainda a sede de uma Comarca, que foi criada em 31 de dezembro de 1958 e instalada em 8 de abril de 1962, sendo de 2ª entrância e composta apenas pelo próprio município. Em 2020, de acordo com dados do Tribunal Superior Eleitoral (TSE), Santa Bárbara d'Oeste possuía 143.648 eleitores aptos a votar.
| Nº | Nome                             | Imagem                | Partido                                          | Vice-prefeito                               | Início do mandato       | Fim do mandato                                        | Observações                                                                                      |
| 1  | Francisco de Paula Martins       |                       | Partido Republicano Paulista PRP                 | —                                           | 1889                    | 1890                                                  | Intendente                                                                                       |
| 2  | João Frederico Rehder            |                       | Partido Republicano Paulista PRP                 | —                                           | 1890                    | 1892                                                  | Intendente                                                                                       |
| 3  | José Gabriel de Oliveira e Souza |                       | Partido Republicano Paulista PRP                 | —                                           | 1892                    | 1901                                                  | Intendente                                                                                       |
| 4  | Joaquim Veríssimo de Oliveira    |                       | Partido Republicano Paulista PRP                 | —                                           | 1902                    | 1905                                                  | Intendente                                                                                       |
| 5  | Thomas Alonso Keese              |                       | Partido Republicano Paulista PRP                 | —                                           | 1905                    | 1906                                                  | Intendente                                                                                       |
| 6  | Peregrino de Oliveira Lino       |                       | Partido Republicano Paulista PRP                 | —                                           | 1907                    | 1913                                                  | Prefeito eleito indiretamente                                                                    |
| 7  | José Gabriel de Oliveira e Souza |                       | Partido Republicano Paulista PRP                 | —                                           | 1914                    | 1928                                                  | Prefeito eleito indiretamente                                                                    |
| 8  | João Oliveira Lino               |                       | Partido Republicano Paulista PRP                 | —                                           | 1929                    | outubro de 1930                                       | Prefeito eleito indiretamente                                                                    |
| 9  | João Pedroso                     |                       | Partido Republicano Paulista PRP                 | —                                           | outubro de 1930         | abril de 1930                                         | Prefeito nomeado                                                                                 |
| 10 | João Oliveira Lino               |                       | Partido Republicano Paulista PRP                 | —                                           | abril de 1931           | março de 1935                                         | Prefeito nomeado                                                                                 |
| 11 | João Ângelo Suzigan Sans         |                       | Partido Republicano Paulista PRP                 | —                                           | março de 1935           | maio de 1936                                          | Prefeito nomeado                                                                                 |
| 12 | Zeno Domingues Maia              |                       | Partido Republicano Paulista PRP                 | —                                           | maio de 1936            | maio de 1936                                          | Prefeito nomeado                                                                                 |
| 13 | Plácido Ribeiro Ferreira         |                       | Partido Progressista PP                          | —                                           | maio de 1936            | maio de 1944                                          | Prefeito nomeado                                                                                 |
| 14 | Benedito da Costa Machado        |                       | Partido Democrata Cristão PDC                    | —                                           | maio de 1945            | março de 1947                                         | Prefeito nomeado                                                                                 |
| 15 | João Eduardo MacKnight           |                       | Partido Social Progressista PSP                  | —                                           | março de 1947           | 31 de dezembro de 1947                                | Prefeito nomeado                                                                                 |
| 16 | Lourival João Kirche             |                       | Partido Social Progressista PSP                  | —                                           | 1º de janeiro de 1948   | 31 de dezembro de 1951                                | Prefeito eleito                                                                                  |
| 17 | Américo Emílio Romi              |                       | Partido Trabalhista Brasileiro PTB               | Domingos Finamore                           | 1º de janeiro de 1952   | junho de 1955                                         | Prefeito e vice eleitos em sufrágio universal                                                    |
| 18 | Domingos Finamore                |                       | União Democrática Nacional UDN                   | —                                           | junho de 1955           | 31 de dezembro de 1955                                | Vice-prefeito eleito no cargo de titular                                                         |
| 19 | Benedito Costa Machado           |                       | Partido Trabalhista Nacional PTN                 | Mauro Martins                               | 1º de janeiro de 1956   | 31 de dezembro de 1959                                | Prefeito e vice eleitos em sufrágio universal                                                    |
| 20 | Dirceu Dias Carneiro             |                       | Partido Social Progressista PSP                  | Hélio Furlan                                | 1º de janeiro de 1960   | 31 de dezembro de 1963                                | Prefeito e vice eleitos em sufrágio universal                                                    |
| 21 | Ângelo Giubbina                  |                       | Aliança Renovadora Nacional ARENA                | Dante Furlan                                | 1º de janeiro de 1964   | 31 de janeiro de 1969                                 | Prefeito e vice eleitos em sufrágio universal                                                    |
| 22 | Bráulio Pio                      |                       | Aliança Renovadora Nacional ARENA                | Augusto Scomparim                           | 1º de fevereiro de 1969 | 1º de junho de 1971                                   | Prefeito e vice eleitos em sufrágio universal cujo titular se afastou por motivo de saúde        |
| 23 | Augusto Scomparim                |                       | Aliança Renovadora Nacional ARENA                | —                                           | 2 de junho de 1971      | 30 de junho de 1971                                   | Vice-prefeito eleito no cargo interinamente                                                      |
| 24 | Bráulio Pio                      |                       | Aliança Renovadora Nacional ARENA                | Augusto Scomparim                           | 1º de julho de 1971     | 31 de janeiro de 1973                                 | Prefeito e vice eleitos em sufrágio universal cujo titular retorna ao cargo                      |
| 25 | Walter Landucci                  |                       | Movimento Democrático Brasileiro MDB             | Lister Antonio Covolan                      | 1º de fevereiro de 1973 | 31 de janeiro de 1977                                 | Prefeito e vice eleitos em sufrágio universal                                                    |
| 26 | Isaías Hermínio Romano           |                       | Partido Democrático Social PDS                   | José de Assis Saes                          | 1º de fevereiro de 1977 | 31 de janeiro de 1983                                 | Prefeito e vice eleitos em sufrágio universal                                                    |
| 27 | José Maria de Araújo Júnior      |                       | Partido do Movimento Democrático Brasileiro PMDB | José Benedito Claus                         | 1º de fevereiro de 1983 | 31 de dezembro de 1988                                | Prefeito e vice eleitos em sufrágio universal                                                    |
| 28 | Isaías Hermínio Romano           |                       | Partido da Frente Liberal PFL                    | Álvaro Alves Corrêa                         | 1º de janeiro de 1989   | 31 de dezembro de 1992                                | Prefeito e vice eleitos em sufrágio universal                                                    |
| 29 | José Maria de Araújo Júnior      |                       | Partido da Social Democracia Brasileira PSDB     | José Benedito Claus                         | 1º de janeiro de 1993   | 31 de dezembro de 1996                                | Prefeito e vice eleitos em sufrágio universal                                                    |
| 30 | José Adilson Basso               |                       | Partido Republicano Progressista PRP             | Maria José Cavedal dos Santos Mano          | 1º de janeiro de 1997   | 31 de dezembro de 2000                                | Prefeito e vice eleitos em sufrágio universal                                                    |
| 31 | Álvaro Alves Corrêa              |                       | Partido do Movimento Democrático Brasileiro PMDB | Jesus Aparecido Stazite                     | 1º de janeiro de 2001   | 31 de dezembro de 2004                                | Prefeito e vice eleitos em sufrágio universal                                                    |
| 32 | José Maria de Araújo Júnior      |                       | Partido da Social Democracia Brasileira PSDB     | Sérgio de Souza Sacerdote (PTB)             | 1º de janeiro de 2005   | 31 de dezembro de 2008                                | Prefeito e vice eleitos em sufrágio universal                                                    |
| 33 | Mário Celso Heins                |                       | Partido Democrático Trabalhista PDT              | Luís Vanderlei Larguesa (PT)                | 1º de janeiro de 2009   | 20 de junho de 2012                                   | Prefeito e vice eleitos em sufrágio universal cujo titular fora afastado por decisão judicial    |
| —  | Luís Vanderlei Larguesa          |                       | Partido dos Trabalhadores PT                     | —                                           | 21 de junho de 2012     | 24 de julho de 2012                                   | Vice-prefeito eleito no cargo de Prefeito                                                        |
| —  | Mário Celso Heins                |                       | Partido Democrático Trabalhista PDT              | Luís Vanderlei Larguesa (PT)                | 25 de julho de 2012     | 20 de novembro de 2012                                | Prefeito e vice eleitos em sufrágio universal cujo titular fora reempossado por decisão judicial |
| —  | Luís Vanderlei Larguesa          |                       | Partido dos Trabalhadores PT                     | —                                           | 21 de novembro de 2012  | 31 de dezembro de 2012                                | Vice-prefeito eleito no cargo de Prefeito                                                        |
| 34 | Denis Eduardo Andia              |                       | Partido Verde PV                                 | Anízio Tavares da Silva (DEM)               | 1º de janeiro de 2013   | 31 de dezembro de 2016                                | Prefeito e vice eleitos em sufrágio universal                                                    |
| 34 | Denis Eduardo Andia              | Rafael Piovezan (PV)  | Partido Verde PV                                 | 1º de janeiro de 2017                       | 31 de dezembro de 2020  | Prefeito reeleito e vice eleito em sufrágio universal |                                                                                                  |
| 35 | Rafael Piovezan                  |                       | PV (até 2022) MDB (até 2024) PL                  | Felipe Sanches (PDT até 2024; REPUBLICANOS) | 1º de janeiro de 2021   | 31 de dezembro de 2024                                | Prefeito e vice eleitos em sufrágio universal                                                    |
| 35 | Rafael Piovezan                  | 1º de janeiro de 2025 | PV (até 2022) MDB (até 2024) PL                  | Felipe Sanches (PDT até 2024; REPUBLICANOS) | Atual                   | Prefeito e vice reeleitos em sufrágio universal       |                                                                                                  |